# Torvald Palema
| Årets häst      |                |                 |
| 2008            | 2009           | 2010            |
| Commander Crowe | Torvald Palema | Iceland         |
| Petri Puro      | Åke Svanstedt  | Stefan Melander |

Torvald Palema, född 26 maj 2001, är en svensk varmblodig travhäst (hingst), uppfödd av Karl-Erik Bender, ägare är Marie Folgård Gullstrand, som tränades och kördes först av Joakim Lövgren och senare av Åke Svanstedt.
Han var mycket framgångsrik hos Svanstedt. Under 2009 vann han storloppen Elitloppet, Hugo Åbergs Memorial och Åby Stora Pris och körde in totalt 9 305 808 kronor. Han slutade tvåa i 2010 års upplaga av Elitloppet. Han vann även Svenskt Mästerskap på Åbytravet hösten 2010. Torvald Palema gjorde sin sista start den 12 november 2011. Totalt sprang han in 26 781 147 kronor på 104 starter.
Torvald Palema är numera glad pensionär. Han bor tillsammans med 5 andra före detta travhästar hos sin ägare, Marie Folgård Gullstrand, på en gård i Eggelstad, Sjöbo Kommun.